# Auvinyà

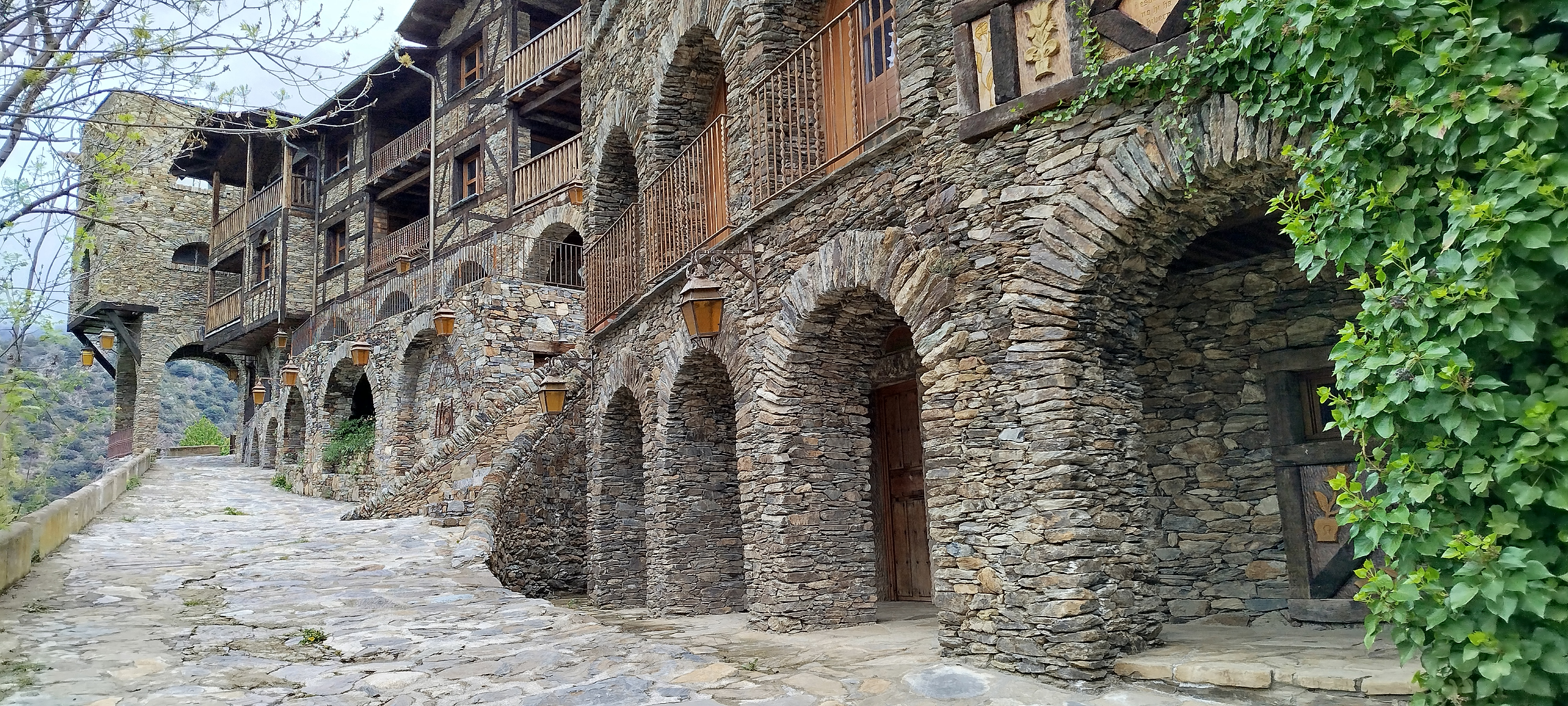
Stadtplatz des Dorfes

Auvinyà (auch Aubinyà) ist ein Dorf in der Gemeinde Sant Julià de Lòria in Andorra. Bei der Volkszählung 2024 hatte es 221 Einwohner.
Im Dorf steht die im 17. Jahrhundert erbaute und 1964 restaurierte Kirche Sant Romà de Auvinyà.

## Geographie
Das Dorf Auvinyà liegt auf einer Höhe von 1176 Metern und dominiert das östliche Ufer des Valira. Wie die Dörfer Aixirivall, Certés, Fontaneda und Nagol ist Auvinyà eines der Dörfer, die nicht innerhalb, sondern oberhalb des Valira-Tals liegen. Der Zugang zum Dorf erfolgt über die Straße CS-130, einer Abzweigung der Hauptstraße CG-1. Auvinyà ist nur 2,5 Kilometer von der Stadt Sant Julià de Lòria entfernt.